# Гражданска инициатива Справедливост
Гражданска инициатива Справедливост е независима, неправителствена организация в обществена полза със седалище в София, учредена през есента на 2007 година.[източник? (Поискан днес)]
Главна цел на Справедливост е да промоцира и установи справедливостта в България. Основополагащ документ на организацията е „Нашата мечта“. Първата публична проява на Справедливост са протестите след официалното разкриване на агентурното минало на Президента Георги Първанов. Заради поведението на последния, представляващо нарушение на Конституцията, Справедливост инициира подписка в XL народно събрание за откриване на процедура по предсрочно прекратяване на правомощията на българския държавен глава. През 2008 година активисти на организацията заведоха граждански искове срещу премиера Станишев, заради репликата му „Кой нормален човек се интересува от досиета?“ През същата година Справедливост внесе във Върховния административен съд 14 жалби срещу бездействието на министерства и ведомства, които в нарушение на закона не предоставиха архивите на Държавна сигурност на създадената за това комисия. Справедливост беше и един от организаторите на протестите в София срещу посещението на руския президент Путин през януари 2008 година. Впоследствие бе изпратено Открито писмо до руския посланик срещу политиката на Русия да третира България като „Троянски кон в ЕС“. На 23 август 2008 година Справедливост организира първия в страната митинг във връзка с годишнината от подписването на пакта Рибентроп – Молотов. Организацията беше сред най-активните при приемането на новия Закон за референдумите в България. През 2009 година, Справедливост стана инициатор на колективен иск срещу Столичния кмет, заради кризата с боклука в София. Също през 2009 година Справедливост внесе сигнал до Главния Прокурор с искане да бъде повдигнато обвинение и открита процедура по прекратяване на дейността на политическа партия ДПС.[източник? (Поискан днес)]